# Train Communication Network
Train Communication Network (TCN) je označení pro datovou komunikační síť používanou u kolejových vozidel. Základní součásti TCN jsou
- Multifunction Vehicle Bus pro komunikaci v rámci vozidla (jednotky)
- Wire Train Bus pro komunikaci v rámci soupravy

## Propojení
K propojení jednotlivých vagónů obvykle slouží kabel UIC-558, jenž má proti UIC-568, starší verzi s třinácti piny, pět pinů navíc, a právě ty se používají pro TCN. U pevně propojených vlakových souprav se však převážně používají speciální kabely.

## Využití
Síť TCN je používána v mnoha dnešních vlacích. Poprvé[zdroj?] byla masivněji nasazena ve Švýcarsku, kde byla od roku 1997 používána u souprav Re 460 s vagóny IC2000 a Einheitswagen IV.
Z vlaků německého dopravce Deutsche Bahn jsou sítí TCN vybaveny ICE T, ICE TD a ICE 3 (ICE 1 nepoužívá síť TCN založenou na dvou sběrnicích, sběrnici má jen jednu společnou[zdroj?]).
V Rakousku je síť TCN využívána téměř všemi moderními lokomotivami (řad 1014, 1016, 1116, 1216, 1142, 1144, 2016 a 2070), všemi řídícími vozy push/pull souprav (80-33, 80-73, Railjet) i příměstskými vlaky z rodiny Talent (4023, 4024 a 4124). Všechny tyto vozy jsou tak z hlediska dálkové obsluhy kompatibilní.